# Norman Thelwell
Norman Thelwell (* 3. Mai 1923 in Birkenhead; † 7. Februar 2004 in Romsey) war ein britischer Cartoonist. Er veröffentlichte zahlreiche Zeichnungen in der Zeitschrift Punch sowie diverse Bücher.

## Leben und Werk
Thelwell, Sohn eines Maschinisten, besuchte die Schule in seiner Geburtsstadt Birkenhead und trat 1941 in die britische Armee ein. Dort war er als Soldat in Großbritannien und Indien stationiert und fertigte während dieser Zeit auch seine erste veröffentlichte Zeichnung an, die in der London Opinion erschien. Im Jahr 1944 belegte er einige Abendkurse an der Kunstschule in Nottingham und lernte dort seine zukünftige Frau kennen, die er 1949 heiratete. Nach dem Krieg besuchte Thelwell das Liverpool College of Art und ab 1950 unterrichtete er Design und Illustration am Wolverhampton College of Art. Sein erster von insgesamt über 1500 Cartoons (einschließlich 60 Titelseiten) im Punch erschien im Jahr 1952. Ab 1956 zeichnete Thelwell in Vollzeit und er veröffentlichte ein Jahr später sein erstes Buch mit dem Titel Angels on Horseback – eine Zusammenstellung seiner Zeichnungen. Als freischaffender Zeichner war Thelwell auch für diverse andere Zeitungen und Zeitschriften tätig, unter anderem für News Chronicle, Sunday Dispatch und Sunday Express. Im Jahr 1966 wurde er Gründungsmitglied der British Cartoonists’ Association.
Thelwell, Vater von zwei Kindern, veröffentlichte insgesamt 32 Bücher, die allein in Großbritannien insgesamt über zwei Millionen Mal verkauft wurden. Sein Markenzeichen war ein kleines Mädchen, das auf einem dicken Pony reitet.